# Équipe cycliste Giant
L'équipe cycliste Giant (officiellement Giant Cycling Team) est une équipe cycliste chinoise, ayant le statut d'équipe continentale.

## Principales victoires

### Courses par étapes
- Tour du Viêt Nam : 2012 (En Huang)

### Championnats nationaux
- Championnats de Chine sur route : 3
  - Contre-la-montre : 2014, 2015 (Wu Nan) et 2019 (Shi Hang)

## Classements UCI
L'équipe participe aux épreuves des circuits continentaux et en particulier de l'UCI Asia Tour. Les tableaux ci-dessous présentent les classements de l'équipe sur les différents circuits, ainsi que son meilleur coureur au classement individuel.
UCI Asia Tour
| UCI Asia Tour | UCI Asia Tour          | UCI Asia Tour                             | UCI Asia Tour |
| Année         | Classement par équipes | Meilleur coureur au classement individuel |               |
| ------------- | ---------------------- | ----------------------------------------- | ------------- |
| 2009          | 23e                    | Xu Gang (35e)                             |               |
| 2010          | 39e                    | Kun Jiang (142e)                          |               |
| 2011          | 47e                    | Ting Deng (209e)                          |               |
| 2013          | 38e                    | En Huang (45e)                            |               |
| 2014          | 66e                    | Zhang Wenlong (247e)                      |               |
| 2015          | 82e                    | Wang Xin (349e)                           |               |
| 2017          | 92e                    | Deng Penghai (530e)                       |               |
| 2018          | 63e                    | Shi Hang (141e)                           |               |
| 2019          | 34e                    | Shi Hang (68e)                            |               |
| 2022          | 40e                    | Wu Junjie (233e)                          |               |
| 2023          | 51e                    | -                                         |               |
|               |                        |                                           |               |
| Source : UCI  |                        |                                           |               |

L'équipe est également classée au Classement mondial UCI qui prend en compte toutes les épreuves UCI et concerne toutes les équipes UCI.
| Classement mondial | Classement mondial     | Classement mondial                        | Classement mondial |
| Année              | Classement par équipes | Meilleur coureur au classement individuel |                    |
| ------------------ | ---------------------- | ----------------------------------------- | ------------------ |
| 2017               | -                      | Deng Penghai (2513e)                      |                    |
| 2018               | -                      | Shi Hang (1040e)                          |                    |
| 2019               | 181e                   | Shi Hang (1142e)                          |                    |
| 2022               | 200e                   | Wu Junjie (2199e)                         |                    |
| 2023               | 202e                   | Deng Penghai (3073e)                      |                    |
| 2024               | 156e                   | Wang Ruidong (814e)                       |                    |
|                    |                        |                                           |                    |
| Source : UCI       |                        |                                           |                    |

## Giant Cycling Team en 2022
| Cycliste      | Date de naissance | Nationalité | Équipe 2021               |  |
| ------------- | ----------------- | ----------- | ------------------------- |  |
| Chen Yixin    | 10 février 2000   | Chine       | Giant Cycling Team        |  |
| Chen Zhiwen   | 29 octobre 1998   | Chine       | Giant Cycling Team (2019) |  |
| Deng Penghai  | 26 avril 1998     | Chine       | Giant Cycling Team        |  |
| Guo Huangchen | 6 octobre 2000    | Chine       | Jilun Cycling Team (2020) |  |
| Huang Junlei  | 2 mars 2002       | Chine       | Giant Cycling Team        |  |
| Lu Jiacheng   | 13 septembre 2001 | Chine       | Giant Cycling Team        |  |
| Miao Yuhang   | 28 octobre 2000   | Chine       |                           |  |
| Sun Tao       | 30 janvier 2002   | Chine       |                           |  |
| Wang Yan      | 14 août 2002      | Chine       |                           |  |
| Wu Junjie     | 22 décembre 2002  | Chine       | Giant Cycling Team        |  |
| Zhang Qifeng  | 13 septembre 2002 | Chine       |                           |  |
| Zhi Tianxiang | 15 février 1999   | Chine       | Giant Cycling Team        |  |